# Oh How We Danced
| Recensione              | Giudizio |
| ----------------------- | -------- |
| AllMusic                |          |
| Dizionario del Pop-Rock |          |

Oh How We Danced è il primo album solista del musicista britannico Jim Capaldi, pubblicato dall'etichetta discografica Island nel febbraio 1972.
L'album è prodotto da Chris Blackwell e lo stesso interprete, che è autore unico di 6 brani, oltre che di Big Thirst insieme a Dave Mason, mentre il brano che dà il titolo all'intero lavoro è una cover in chiave rock de Le onde del Danubio.
Alle registrazioni dell'album parteciparono Steve Winwood e Chirs Wood, all'epoca compagni di Capaldi nei Traffic.
Dal disco vengono tratti i singoli Eve e Oh How We Danced.

## Tracce

### LP
Lato A (ILPS-9187 A)
Testi e musiche di Jim Capaldi, eccetto dove indicato.
1. Eve – 3:43
2. Big Thirst – 5:30 (Jim Capaldi, Dave Mason)
3. Love Is All You Can Try – 3:30
4. Last Day of Dawn – 4:40

Lato B (ILPS-9187 B)
Testi e musiche di Jim Capaldi, eccetto dove indicato.
1. Don't Be a Hero – 6:00
2. Open Your Heart – 4:07
3. How Much Can a Man Really Take? – 5:25
4. Oh, How We Danced – 4:30 (Saul Chaplin, Al Jolson;Trad. arr. di Jim Capaldi)

## Musicisti
Eve
- Jim Capaldi – voce solista
- Jimmy Johnson – chitarra elettrica
- Barry Beckett – pianoforte
- Steve Winwood – organo
- David Hood – basso
- Roger Hawkins – batteria
- "Muscle Shoals Horns" – sezione strumenti a fiato

Big Thirst
- Jim Capaldi – voce solista
- Paul Kossoff – chitarra elettrica
- Barry Beckett – pianoforte e organo
- Dave Mason – armonica
- David Hood – basso
- Roger Hawkins – batteria
- "Sue and Sunny" (Sue Glover e Sunny Leslie) – cori
- Harry Robinson – arrangiamento strumenti a corda

Love Is All You Can Try
- Jim Capaldi – voce solista
- Steve Winwood – chitarra
- Barry Beckett – pianoforte
- David Hood – basso
- Roger Hawkins – batteria
- "Muscle Shoals Horns" – sezione strumenti a fiato

Last Day of Dawn
- Jim Capaldi – voce solista, chitarra acustica
- Paul Kossoff – chitarra elettrica
- Barry Beckett – pianoforte
- David Hood – basso
- Roger Hawkins – batteria
- Rebop Kwaku Baah – percussioni
- Harry Robinson – arrangiamento strumenti a corda

Don't Be a Hero
- Jim Capaldi – voce solista
- Dave Mason – chitarra elettrica solo
- Paul Kossoff – chitarra elettrica
- Barry Beckett – pianoforte e organo
- David Hood – basso
- Roger Hawkins – batteria
- Harry Robinson – arrangiamento strumenti a corda

Open Your Heart
- Jim Capaldi – voce solista, pianoforte
- Steve Winwood – organo e cori
- Chris Wood – sassofono elettrico
- Ric Grech – basso
- Jim Gordon – batteria
- Rebop Kwaku Baah – percussioni

How Much Can a Man Really Take?
- Jim Capaldi – voce solista
- Paul Kossoff – chitarra elettrica
- Bob Griffin – pianoforte
- Chris Wood – flauto
- Trevor Burton – basso
- Mike Kellie – batteria
- Rebop Kwaku Baah – congas

Oh, How We Danced
- Jim Capaldi – voce solista
- Paul Kossoff – chitarra elettrica solo
- Jimmy Johnson – chitarra elettrica
- Barry Beckett – pianoforte e organo
- David Hood – basso
- Roger Hawkins – batteria
- "Muscle Shoals Horns" – sezione strumenti a fiato

Note aggiuntive
- Jim Capaldi e Chris Blackwell – produttori
- Registrazioni effettuate durante il mese di dicembre del 1971
- Registrazioni effettuate al "Muscle Shoals Sound Studios", Alabama
- Jerry Masters – ingegnere delle registrazioni
- Registrazioni effettuate al "Island Studios" di Londra (Inghilterra)
- Brian Humphries – ingegnere delle registrazioni
- Neal Preston – foto copertina album originale
- C.C.S. – grafica interno copertina album originale
- Jim Capaldi – note copertina album originale[3]